# Bastion host
Um bastion host, ou, em tradução literal, um host bastião, é um computador para fins especiais em uma rede especificamente projetada e configurada para resistir a ataques, assim chamada por analogia a uma fortificação militar. O computador geralmente hospeda um único aplicativo ou processo, por exemplo, um servidor proxy ou balanceador de carga, e todos os outros serviços são removidos ou limitados para reduzir a ameaça ao computador. Ele é reforçado dessa maneira principalmente devido à sua localização e finalidade, que está fora de um firewall ou dentro de uma zona desmilitarizada (DMZ) e geralmente envolve acesso de redes ou computadores não confiáveis. Esses computadores também são equipados com interfaces de rede especiais para resistir a ataques de alta largura de banda pela Internet.

## Definições
O termo é geralmente atribuído a um artigo de 1990 discutindo firewalls por Marcus J. Ranum, que definiu um bastion host como "um sistema identificado pelo administrador do firewall como um ponto forte crítico na segurança da rede. Geralmente, os bastion hosts terão algum grau de atenção extra à sua segurança, podem passar por auditorias regulares e podem ter software modificado".
Também foi descrito como "qualquer computador que esteja totalmente exposto a ataques por estar no lado público da DMZ, desprotegido por um firewall ou roteador de filtragem. Firewalls e roteadores, e quaisquer outros dispositivos que forneça segurança de controle de acesso ao perímetro pode ser considerada bastion hosts. Outros tipos de bastion hosts podem incluir servidores da Web, e-mail, DNS e FTP. Devido à sua exposição, um grande esforço deve ser colocado em projetar e configurar bastion hosts para minimizar as chances de penetração."

## Posicionamento na rede
Existem duas configurações de rede comuns que incluem bastion hosts e seu posicionamento. O primeiro requer dois firewalls, com bastion hosts entre o primeiro firewall "do mundo externo" e um firewall interno, em uma DMZ. Muitas vezes, redes menores não têm vários firewalls, portanto, se houver apenas um firewall em uma rede, os bastion hosts são geralmente colocados fora do firewall.

## Exemplos
Estes são vários exemplos de sistemas/serviços bastion host:
- Servidor de DNS (Domain Name System)
- Servidor de E-mail
- Servidor de FTP (File Transfer Protocol)
- Pote de mel (computação)
- Servidor proxy
- Servidor de VPN (Rede Privada Virtual)
- Servidor web